# Один человек лишний
«Один человек лишний» (фр. Un homme de trop) — французско-итальянский драматический фильм-триллер 1967 года, поставленный режиссером Коста-Гаврасом по одноимённому роману Жана-Пьера Шаброля 1958 года. Лента принимала участие в конкурсной программе Московского кинофестиваля.

## Сюжет
В 1943 году один из отрядов французского Сопротивления получает из Лондона приказ освободить двенадцать человек, приговорённых оккупантами к расстрелу. Вооруженная группа врывается в тюрьму и после короткой стычки с охраной везёт осуждённых через город в горы. Неожиданно выясняется, что освобождённых — тринадцать. Одни требуют расстрела лишнего, другие хотят подождать, выяснить.
Постепенно партизаны убеждаются в сдержанной мужественности неизвестного, его честности, умении делить трудности. Лишний человек — просто человек. Он хочет избежать участия в борьбе, готов пойти домой, если его отпустят, не пытается доказать, что он не провокатор. Он не хочет стрелять ни в немцев, ни во французов, да и в тюрьму он попал случайно: немцы заметили у него на ногах солдатские ботинки.
Как-то ночью, почувствовав, что недоверие возрастает, лишний человек уходит из отряда и натыкается на немецкую засаду. Гитлеровцы выявляют всех. Так желание лишнего человека оказаться в стороне от борьбы на деле оборачивается предательством…

## В ролях
- Шарль Ванель — Пассвен
- Бруно Кремер — Казаль
- Мишель Пикколи — лишний человек
- Жан-Клод Бриали — Жан
- Клод Брассёр — Грубек
- Жерар Блен — Тома
- Франсуа Перье — Муйон
- Жак Перрен — Керк
- Пьер Клеманти — Люсьян
- Мишель Кретон — Солен
- Марк Порель — Октав